# Return from Witch Mountain
Return from Witch Mountain (bra: A Volta da Montanha Enfeitiçada ou Perigo na Montanha Enfeitiçada; prt: O Regresso da Montanha Mágica) é um filme estadunidense de 1978, dos gêneros aventura e ficção científica, dirigido por John Hough, e estrelado por Bette Davis e Christopher Lee. A produção é a sequência de "Escape to Witch Mountain" (1975). O roteiro de Malcolm Marmorstein foi baseado em personagens criados por Alexander Key, que também escreveu a novelização do filme para a Disney. Ike Eisenmann, Kim Richards e Denver Pyle reprisam seus papéis como Tony, Tia e Tio Bené – extraterrestres humanóides com poderes especiais, incluindo telepatia e telecinese.
Os dois principais vilões são interpretados por Bette Davis como Letha Wedge, uma mulher gananciosa que usa o que resta de seu dinheiro para financiar os experimentos científicos do Dr. Victor Gannon, interpretado por Christopher Lee. Foi o último filme do ator Jack Soo, que morreu de câncer em janeiro de 1979.
Em setembro de 1978, a produção foi relançada nos cinemas juntamente com o primeiro filme. Um telefilme chamado "Beyond Witch Mountain" foi feito em 1982.

## Sinopse
Após passarem algum tempo com seus companheiros na Montanha Enfeitiçada, os irmãos alienígenas Tony (Ike Eisenmann) e Tia (Kim Richards) decidem passar suas férias em Los Angeles, Califórnia. O Tio Bené (Denver Pyle) os leva em seu disco voador até o estádio Rose Bowl. Após pegarem um táxi com um motorista desastrado, Tony usa seus poderes telecinéticos para salvar o bandido Sickle (Anthony James) de uma queda fatal, e acaba sendo visto pelo cientista louco Dr. Victor Gannon (Christopher Lee), que rapta o menino e passa a controlar a mente dele com a ajuda de sua sócia gananciosa Letha Wedge (Bette Davis), e também de Sickles, que na realidade é sobrinho dela. Tia tenta encontrar Tony usando telepatia e recebe ajuda da gangue-mirim dos Terremotos, por sua vez perseguidos pelo caça-cabuladores Sr. "Yo-Yo" Yokomoto (Jack Soo). Com Dr. Gannon pensando em atacar uma instalação nuclear enquanto chantageia a população, o grupo de crianças tenta salvar a cidade antes que tudo se destrua.

## Elenco
- Bette Davis como Letha Wedge
- Christopher Lee como Dr. Victor Gannon
- Kim Richards como Tia Malone
- Ike Eisenmann como Tony Malone
- Jack Soo como Sr. "Yo-Yo" Yokomoto
- Anthony James como Sickle
- Richard Bakalyan como Eddie
- Ward Costello como Sr. Clearcole
- Christian Juttner como Dazzler
- Brad Savage como Muscles
- Poindexter Yothers como Crusher
- Jeffrey Jacquet como Rocky
- Stu Gilliam como Dolan
- William Bassett como Oficial de Operações
- Tom Scott como Monitor
- Helene Winston como Viúva
- Albert Able como Engenheiro
- Denver Pyle como Tio Bené
- Brian Part como Goons
- Pierre Daniel como Goons
- Wally Brooks como Taxista
- Mel Gold como Segurança
- Bob Yothers como Policial
- Casse Jaeger como Patrulheiro Escolar
- Larry Mamorstein como Guarda
- Bob James como Guarda no Portão

Os atores Kim Richards e Ike Eisenmann aparecem em pelo menos quatro filmes juntos - este, o filme original "Escape to Witch Mountain" (1975), e o telefilme "Devil Dog: The Hound of Hell". Richards interpretou uma garçonete e Eisenmann um xerife na refilmagem reimaginada "Race to Witch Mountain", lançada em março de 2009.
Jack Soo foi diagnosticado com câncer esofágico no outono de 1978, vários meses após o lançamento do filme. Ele morreu em janeiro do ano seguinte, o que fez "Return from Witch Mountain" ser sua última aparição cinematográfica.
A voz de emergência ouvida no micro-ônibus de Yokomoto – anunciando o problema na usina de plutônio – pertence a Gary Owens.

## Locações
As filmagens começaram em 11 de abril de 1977.
O terreno baldio, onde fica o esconderijo da mansão em ruínas das crianças, ficava no pátio da ferrovia Alameda Street, na Califórnia, onde a Rochester House (uma relíquia da década de 1880) aguardava restauração e realocação. A casa nunca foi restaurada e acabou sendo demolida em 1979.
Cenas da mansão do Dr. Victor Gannon, onde seu laboratório era localizado, foram filmadas em Moby Castle, na Durand Drive, Hollywood Hills, Los Angeles.
As cenas do túnel foram filmadas na Fillmore and Western Railway em Fillmore, Califórnia, e construíram uma falsa estrutura para ser utilizada na produção. O falso túnel ainda está de pé e pode ser visto da CA-126/Telegraph Road.
A sequência do roubo da barra de ouro foi filmada no Museu de História Natural, no Exposition Park, Los Angeles. O prédio de frente para o parque Rose Garden foi usado como a parte externa do museu. A cena em que o micro-ônibus de Yokomoto capota e quebra um hidrante foi filmada perto da ponte da Sunset Boulevard e cruzamento do viaduto Glendale Boulevard, no distrito de Echo Park.

## Novelização
Alexander Key escreveu uma novelização de "Return from Witch Mountain", baseada no roteiro de Malcolm Marmorstein; o livro foi lançado pela Westminster Press em 1978 para coincidir com o lançamento do filme nos cinemas.

## Mídia doméstica
O filme foi lançado em VHS em abril de 1986. Foi lançado pela primeira vez como um DVD de edição especial na Região 1 em 2 de setembro de 2003, e foi relançado em DVD numa coleção com "Escape to Witch Mountain" em 5 de setembro de 2006. A produção foi relançada novamente como parte da coleção "Walt Disney Family Classics" em 10 de março de 2009.
"Return from Witch Mountain" foi lançado em Blu-Ray como um título exclusivo do Disney Movie Club em outubro de 2015.